# پرچم اتحادیه کشورهای همسود
پرچم اتحادیه کشورهای همسود در ۲۶ مارس ۱۹۷۶ پذیرفته شد.